# Явонь
Явонь — река на северо-западе европейской части Российской Федерации, в Новгородской области, правый приток реки Полы. Длина — 87 км. Площадь водосборного бассейна — 1230 км².

## Гидрография
Явонь вытекает из озера Вельё, расположенного на Валдайской возвышенности. Высота истока — 212 м над уровнем моря. Исток Явони перекрыт в 1944 году плотиной у стока из озера Вельё. В результате верховья реки, по сути, являются самостоятельной рекой, исток которой находится в озере Большое Яичко Демянского района Новгородской области, а устье — озеро Вельё. Согласно данным Государственного водного реестра России озеро Вельё относится к бассейну реки Шлины, а не Полы.
С первых метров река представляет собой бурный поток, бегущий по камням с большой скоростью и образующий многочисленные пороги. Русло извилистое, кроме порогов его преграждают завалы. Берега заросшие лесом и кустарником. Такой характер река сохраняет на протяжении первой половины своего течения вплоть до устья Кунянки. Суммарное падение реки на этом участке составляет 148 метров — очень большое значение для средней полосы России.
За впадением Кунянки река постепенно снижает скорость течения, пороги превращаются в незначительные перекаты, перед Демянском на реке полуразрушенная плотина. За Демянском река ещё более успокаивается, перекаты почти исчезают. Явонь впадает в Полу чуть ниже Ладомирки и выше Поломети.

## Притоки
(указано расстояние от устья)
- 11 км: река Чернорученка (пр)
- 29 км: река Снегирёвка (пр)
- 30 км: река Кунянка (лв)
- 46 км: водоток протока без названия

## Использование реки
Крупнейший населённый пункт на реке — посёлок городского типа Демянск: административный центр Демянского района Новгородской области.
Явонь пользуется большой популярностью у любителей спортивного сплава по рекам, главным образом в половодье.

## Исторические сведения
В древности река служила одним из торговых путей из Великого Новгорода в Волгу, который проходил по Поле, Явони, волоку из озера Вельё в Селигер и далее по Селижаровке, но был однако менее популярен чем мстинский торговый путь и доступен лишь для небольших судов из-за сложности прохода по быстрой и порожистой Явони, особенно вверх по течению. На правом берегу реки Явонь, вблизи деревни Пески и в 8 км к востоку от Демянска, напротив устья Кунянки находится городище Пески-I (Княжна гора), которое П. А. Раппопорт считал первоначальным местом летописного города Демона.